# Новочеркасск (большой десантный корабль)
«Новочеркасск» (БДК-46) — большой десантный корабль проекта 775 (775/II), состоявший на вооружении Черноморского флота ВМФ СССР, а позднее, после раздела флота, вошедшего в состав Черноморского флота ВМФ России.
Был предназначен для высадки морского десанта на необорудованное побережье и переброски морем войск и грузов. Был способен транспортировать различные виды бронетехники, включая танки. Первоначально имел бортовой номер 108, а с 1 мая 1989 года ему был присвоен бортовой номер 142.
Ночью 26 декабря 2023 года во время российского вторжения в Украину «Новочеркасск» был уничтожен силами ВСУ ударом крылатых ракет в порту Феодосии.

## Строительство
Корабль построен на верфи в Гданьске (Польша) (заводской № 775/24). Спущен на воду 17 апреля 1987 года.

## Служба
Вступил в строй Черноморского флота ВМФ СССР 30 ноября 1987 года.
Осенью 1988 года после окончании отработки задач по вводу корабля в состав ВМФ и межфлотского перехода по маршруту Балтийск-Севастополь и возвращения в базу постоянного базирования — Крымская военно-морская база на озере Донузлав под командованием командира корабля Хворостухина А. Р. принял участие в последних учениях войск Варшавского договора «Осень-88» с успешным выполнением задачи захода и высадки морского десанта в реке Дунай на значительном удалении от морского побережья.
Вошёл в состав 197-й бригады десантных кораблей 39-й дивизия морских десантных сил с базированием на Новоозёрное, Донузлав.
До 1990 года принимал участие в военных учениях различного масштаба.
С 1990 по 1998 год находился в составе кораблей консервации. Десантные корабли 39-й дивизия морских десантных сил доставшиеся России перешли из Донузлава, который стал Южной военно-морской базой Украины в Севастополь и вошли в состав 30-й дивизии надводных кораблей Черноморского флота РФ.
В феврале 1998 года БДК был введён в состав сил 30-й дивизии надводных кораблей Черноморского флота, но по-прежнему оставался на консервации.
По инициативе администрации города Новочеркасска — шефа корабля — на основании приказа Главкома ВМФ России от 7 апреля 2002 года большому десантному кораблю было присвоено наименование «Новочеркасск».
В начале 2007 года БДК «Новочеркасск» был выведен из консервации и введён в состав действующих сил Черноморского флота.
С 7 августа по 15 ноября 2009 года корабль принимал участие в учениях «Запад-2009», совершив в составе соединения кораблей Черноморского флота переход по маршруту Севастополь-Балтийск-Севастополь.
В августе 2012 года участвовал в активации Черноморской военно-морской группы оперативного взаимодействия «Блэксифор».
Во время Операции «Облачный столп» Цахала 23 ноября 2012 года Россия отправила к берегам Газы отряд военных кораблей. В его состав входили ракетный крейсер «Москва», большой противолодочный корабль «Сметливый», большие десантные корабли «Новочеркасск» и «Саратов», морской буксир «МБ-304» и танкер «Иван Бубнов». Корабли направляются «в назначенный командованием район восточного Средиземноморья» и «должны быть готовы к эвакуации российских граждан из Газы, в случае обострения обстановки».
В сентябре 2013 года выполнял задачи по планам оперативного командования в Средиземном море.

### Во время вторжения в Украину
В ходе вторжения России в Украину 24 марта 2022 года корабль был атакован украинскими ракетами в порту Бердянска и получил повреждения. В результате погибли 3 члена экипажа.
26 декабря 2023 года ВСУ атаковали «Новочеркасск» в Феодосии крылатыми ракетами Storm Shadow. Очевидцы публиковали в социальных сетях фото и видео мощных взрывов и сильного пожара в феодосийском порту. После первого взрыва, во время пожара, на корабле произошёл второй взрыв, намного мощнее первого. Обломки корабля разлетелись по городу, в домах вблизи порта были выбиты стекла, повреждения получила школа в 800 метрах от места взрыва. Предполагалось, что сдетонировал взрывоопасный груз, находившийся на корабле, возможно, боеприпасы или дроны «Шахед». ВСУ заявили, что корабль был уничтожен. Командующий Воздушных сил ВСУ Николай Олещук заявил: «а в этот раз вслед за флагманом ЧФ РФ — крейсером „Москва“ — следует большой десантный корабль „Новочеркасск“. Спасибо пилотам️ Воздушных сил». Минобороны РФ заявило, что «Новочеркасск» «получил повреждения» «в ходе отражения удара» ВСУ. Но в тот же день в сети появились фото, подтвердившие уничтожение корабля.
При этом Минобороны РФ заявляло, что два украинских Су-24, осуществивших пуски ракет по кораблю, были сбиты российским ПВО в районе населённого пункта Жовтень. Однако представитель Воздушных сил ВСУ Юрий Игнат заявил, что украинские самолёты сбиты не были.
Президент Украины Владимир Зеленский поблагодарил ВСУ за пополнение «российского подводного Черноморского флота» «ещё одной посудиной».
26 декабря 2023 года глава аннексированного Крыма Сергей Аксёнов заявил, что в результате атаки погиб один человек, ещё четыре получили ранения. Однако по данным издания Astra, в момент атаки на корабле находились 77 моряков, из них 19 получили ранения, а 33 числятся пропавшими без вести. По сообщениям СМИ, 74 военнослужащих погибли и в Новочеркасске было предложено объявить двухдневный траур. Позже СМИ, опубликовавшие эту информацию, сообщения удалили.
«Новочеркасск» стал шестым российским большим десантным кораблём, который был повреждён или уничтожен во время полномасштабной войны.
В результате взрыва повреждён и полузатоплен также учебно-тренировочный корабль «УТС-150».
После потери корабля ЧФ РФ вывел из феодосийского порта как минимум три других корабля, включая тральщик проекта 12700 «Александрит».

### Командиры
В разное время этим кораблём командовали (по алфавиту):
- капитан 2-го ранга Владимир Болсун.
- капитан 2-го ранга Сергей Звягин.
- капитан 2-го ранга Роман Котляров.
- капитан 3 ранга Хворостухин Аркадий Ремович (первый командир).